# Facteur neurotrophe
Les facteurs neurotrophes ou neurotrophiques forment une famille de protéines responsables de la croissance et de la survie des neurones en développement et de l'entretien des neurones matures. Des recherches récentes ont prouvé qu'ils sont capables de faire repousser des neurones endommagés, in vitro et in vivo. Les facteurs neurotrophes sont souvent libérés par le tissu cible afin de guider la croissance des axones en développement. 

## Classification
| Famille                                                                                         | Facteur                                                                                                 | Récepteur |
| ----------------------------------------------------------------------------------------------- | --- | --------- |
| Neurotrophines                                                                                  | BDNF (Brain-derived neurotrophic factor : Facteur neurotrophique dérivé du cerveau), NT4                | Trk B     |
|                                                                                                 | NT3 | Trk C     |
|                                                                                                 | Facteur de croissance nerveuse (NGF)                                                                    |           |
| co-récepteur                                                                                    | | p75       |
| Neuropoïétiques                                                                                 | CNTF (Ciliary neurotrophic factor : Facteur neurotrophique ciliaire)                                    | CNTFRα1   |
|                                                                                                 | LIF (Leukemia inhibitory factor : Facteur inhibiteur de la leucémie)                                    | LIFRβ     |
|                                                                                                 | CT-1 | LIFRβ     |
|                                                                                                 | IL-6 (Interleukine-6)                                                                                   | ILR       |
| co-récepteur                                                                                    | | gp 130    |
| Superfamille des TGF-β (Transforming growth factor β2 : Facteur de croissance transformant β-2) | GDNF (Glial cell line-derived neurotrophic factor : Facteur neurotrophique dérivé des cellules gliales) | GFRα1     |
|                                                                                                 | NRTN (Neurturine)                                                                                       | GRFα2     |
|                                                                                                 | ARTN (Artémine)                                                                                         | GRFα3     |
|                                                                                                 | PSPN (Perséphine)                                                                                       | GRFα4     |
| co-récepteur                                                                                    | | c-ret     |
| IGF                                                                                             | IGF-1                                                                                                   | IGFR-1    |
|                                                                                                 | IGF-2                                                                                                   | IGFR-2    |
| FGF (Fibroblast growth factor : Facteur de croissance des fibroblastes)                         | FGF | FGFRs     |
| HGF (Hepatocyte growth factor : Facteur de croissance des hépatocytes)                          | HGF | c-met     |
| Serpines                                                                                        | PEDF (Pigment epithelium-derived factor)                                                                | ?         |
| VEGF (Vascular endothelial growth factor : Facteur de croissance endothéliale vasculaire)       | VEGF | VEGFR-2   |
|                                                                                                 | | NP-1      |
| Midkines                                                                                        | PTN | ALK?      |

Chaque famille a sa propre signalisation mais les réponses cellulaires se chevauchent.

## Usages thérapeutiques
Les facteurs neurotrophes sont prometteurs dans le traitement des lésions cérébrales et de la neurodégénérescence associée à l'âge.

## Modes d'administration
La méthode d'administration par voie intranasale a un grand potentiel clinique parce qu'elle est simple, non invasive, rapide d'action, facile à répéter, efficace sans modification du facteur neurotrophe et parce qu'elle a très peu d'effets systémiques.